# Nidelva (Agder)
Die Nidelva ist ein Fluss im Süden Norwegens. Er erhält seinen Namen am Zusammenfluss von Nisserelva und Fyreselv und bildet den Hauptfluss des Arendalsvassdrag, das bei einem Einzugsgebiet von 4015 km² Wassermassen von 110 m³/s im Jahresmittel abführt. Von der Mündung bei Arendal in Agder, wo sich der Fluss in drei Armen ins Skagerrak ergießt, bis zu den fernsten Ursprüngen seiner Quellflüsse hat das Gewässer eine Länge von 210 km.
Das gesamte Flusssystem gehört mit 15 Wasserkraftwerken zu den am stärksten regulierten Gewässern Norwegens. Der höchste gemessene Abfluss betrug am Kraftwerk Rygene ca. 1200 m³/s bei einem Hochwasser im Oktober 1987. Allerdings findet sich in Reiersøl (Kommune Froland) ein Stein, auf dem wesentlich höhere Wasserstände aus den Jahren 1860, 1892 und 1916 eingemeißelt sind.
Auf den letzten 22 Flusskilometern führt die Nidelva Lachse. Da es im Fluss keine sich reproduzierenden Lachse gibt, sind Kalkung, Kultivierung und Fischtreppen geplant.

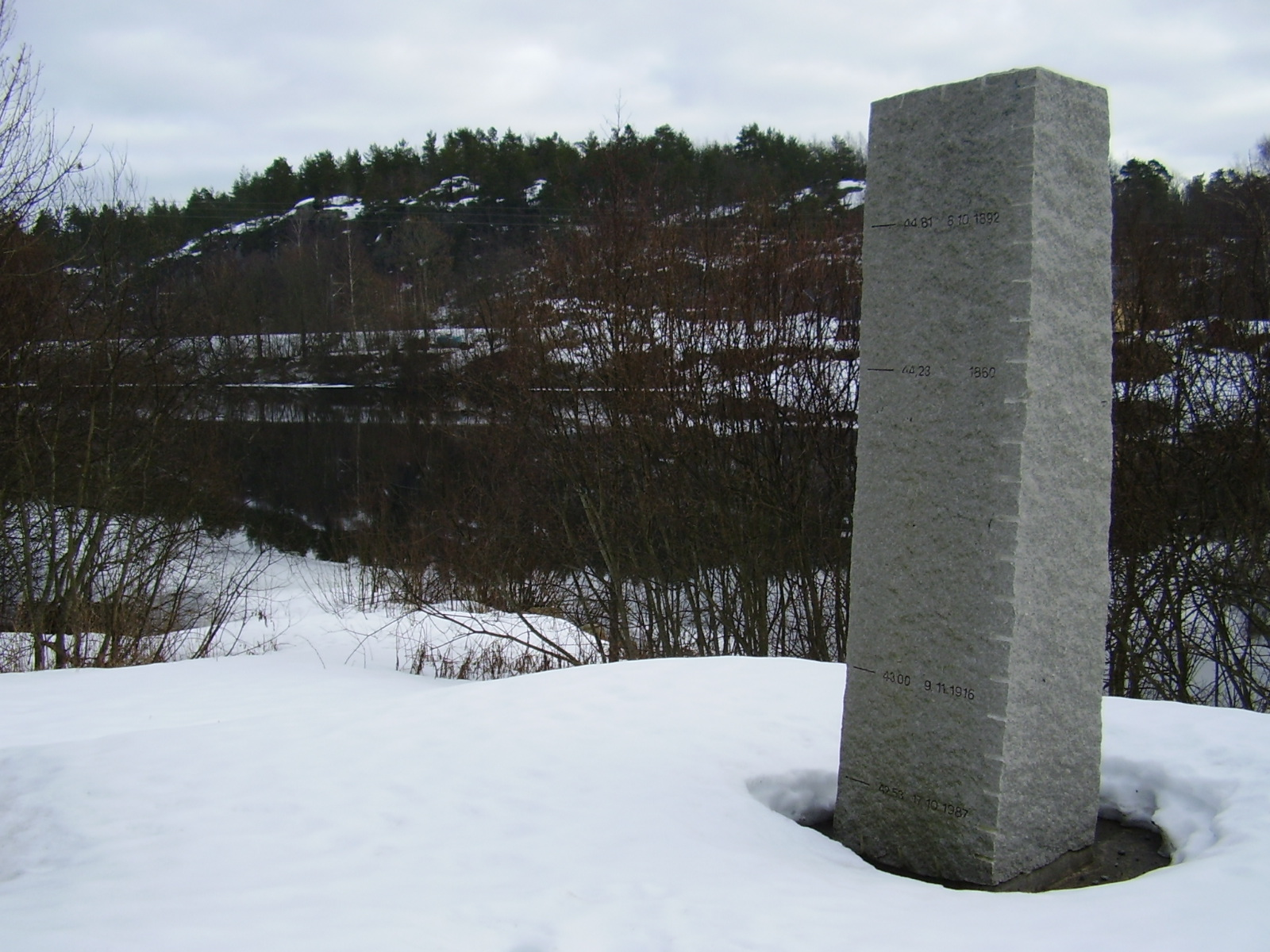
Historische Wasserstände der Nidelva
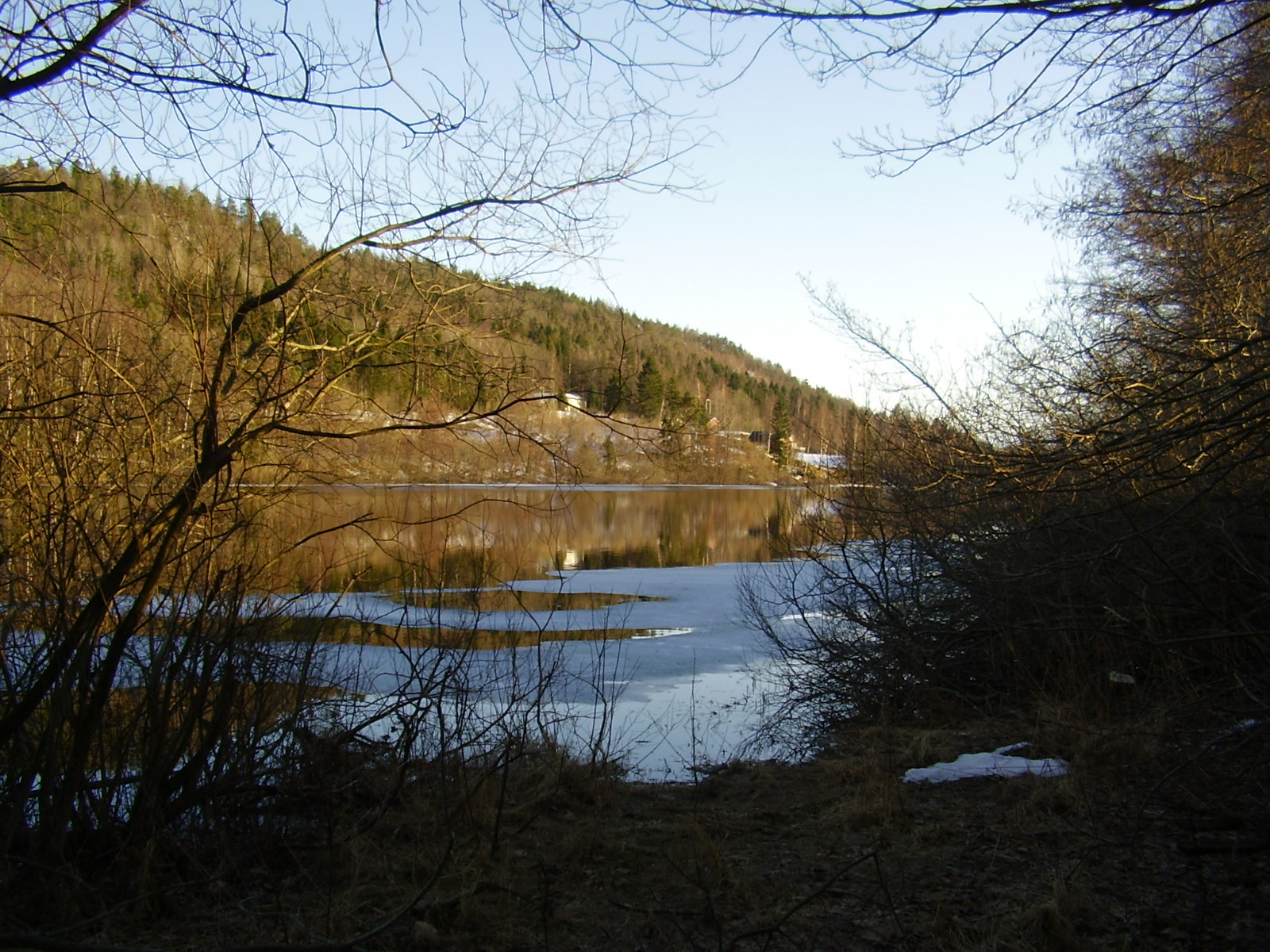
Nidelva in Reiersøl
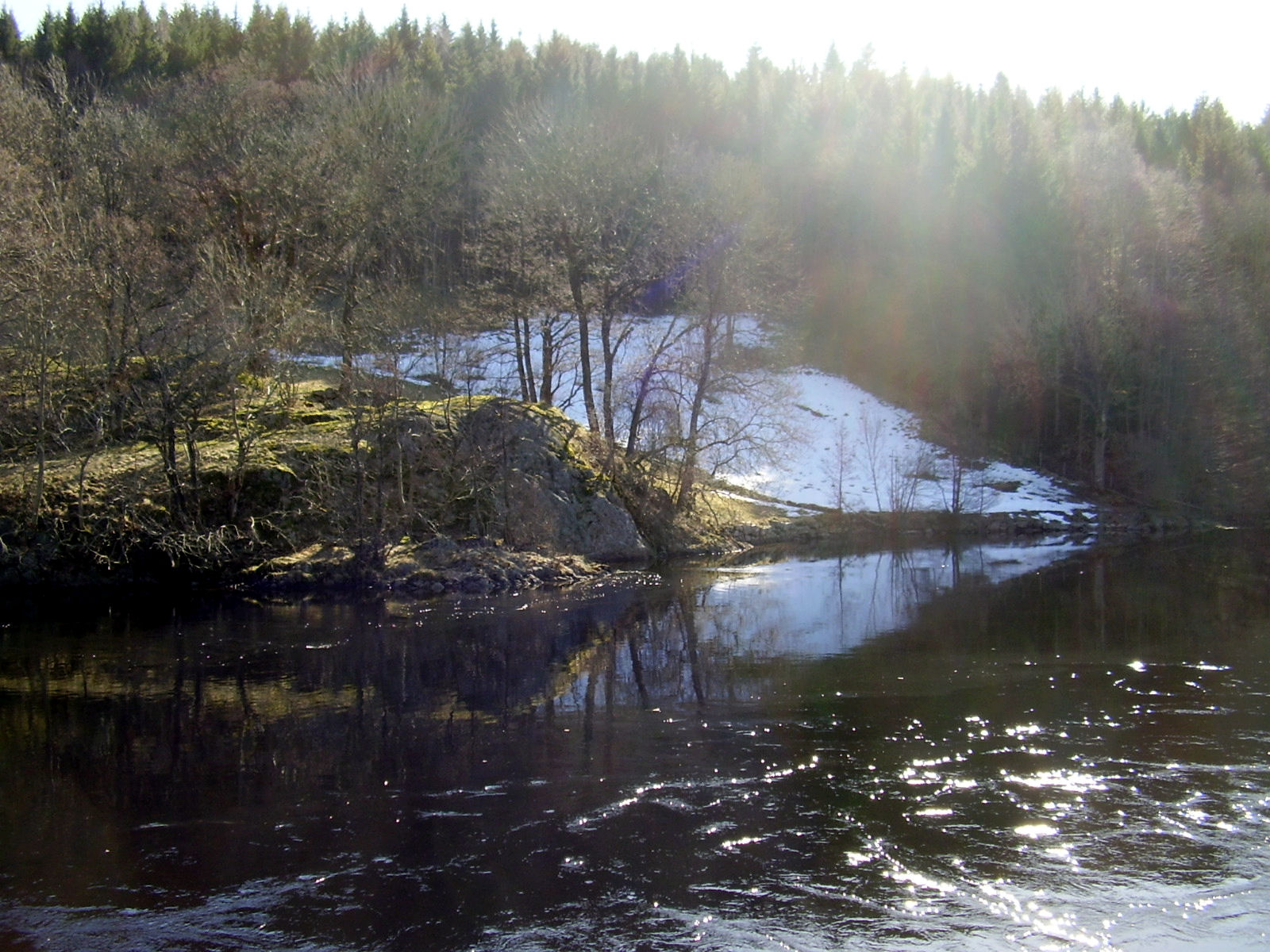
Der Fluss zwängt sich wenige Kilometer vor der Mündung durch eine enge Stelle